# 戸田市立新曽北小学校
戸田市立新曽北小学校（とだしりつ にいぞきたしょうがっこう）は、埼玉県戸田市新曽にある公立小学校。

## 概要
- 1973年（昭和48年）4月1日開校。生徒や保護者の間では「北小（きたしょう）」または「新北（にいきた）」と呼ばれている。

大半の進学先は学区内である戸田市立新曽中学校に進学する。

## 校歌
- 校歌は松本旭が作詞、土肥泰が作曲した。[3]

## 沿革

### 略歴
戸田市立新曽北小学校は、1973年、戸田市立新曽小学校から分離することにより開校した。

### 年表
- 1973年（昭和48年）4月1日-開校。戸田市立新曽小学校より分離独立
- 1973年（昭和48年）12月7日-校章を制定。
- 1974年（昭和49年）2月12日-校歌を制定（この日を開校記念日とする）。
- 1975年（昭和50年）3月7日-	体育館落成。
- 1976年（昭和51年）7月12日-屋外プール完成。
- 1983年（昭和58年）2月20日-	開校10周年記念式典挙行
- 1990年（平成2年）2月23日	-全国教育美術展学校賞を受賞
- 1992年（平成4年）11月28日-開校20周年記念式典、音楽会
- 1994年（平成6年）8月-パソコン室設置
- 1996年（平成8年）3月27日-世界児童画展文部大臣全国団体推奨賞受賞
- 1996年（平成8年）7月-全館トイレ改修工事
- 2001年（平成13年）3月27日-世界児童画展文部大臣全国団体推奨賞受賞
- 2002年（平成14年）3月4日-学校版環境ISO推進校認定
- 2002年（平成14年）11月22日-開校30周年記念式典挙行
- 2002年（平成14年）12月10日-30周年記念「大山のぶ代記念講演会」実施
- 2003年（平成15年）11月1日-教育の日（全校授業公開）・越谷交響楽団演奏会
- 2004年（平成16年）4月1日-二学期制開始
- 2010年（平成22年）11月1日-体育館耐震工事完成
- 2011年（平成23年）3月31日-給食調理場完成・自校式給食開始
- 2012年（平成24年）3月26日-世界児童画展文部科学大臣全国大会団体奨励受賞
- 2012年（平成24年）11月17日-開校40周年北小まつり（北小まつりについては後述記載）

## 教育方針

### 校訓
- かしこく やさしく たくましく ひろい心で

### 目指す学校像
安心できる居場所があり、自分を表現できる学校

### 目指す児童像
- 身近なところから課題を発見し、探求し続ける児童 (自分を高める力)
- 失敗を恐れず、粘り強く取り組む児童 (自分と向き合う力)
- 友達との関わりを大切にし、楽しみながら学ぶ児童 (他者とつながる力）

## 学校施設

### 普通教室
- 1年生　3クラス
- 2年生　4クラス
- 3年生　4クラス
- 4年生　3クラス
- 5年生　3クラス
- 6年生　4クラス
- さくらそう学級（障害者特別支援学級）4クラス

### 特別教室
- 多目的室
- 図書室
- 理科室
- 家庭科室
- 図工室
- ぱれっとルーム[4]

### その他
- 職員室
- 校長室
- 事務室
- 放送室
- 保健室
- 体育館
- 屋外プール
- 学童教室（2軒）

## 委員会・クラブ活動

### 委員会
- 代表委員会
- 広報委員会
- 飼育委員会
- 放送委員会
- 保健委員会
- 園芸委員会
- 環境・美化委員会
- 給食委員会
- 運動委員会
- 図書委員会
- ボランティア委員会

### クラブ
- サッカークラブ
- バスケットボールクラブ
- ダンスクラブ
- 卓球クラブ
- バドミントンクラブ
- 運動クラブ
- ドッジボールクラブ
- 音楽クラブ
- パソコンクラブ
- 料理・手芸クラブ
- 室内あそびクラブ
- 化学・工作クラブ
- イラストクラブ

## 学校行事
| - 4月 始業式・入学式 - 5月 運動会 - 6月 学校公開 | - 7月 終業式 - 8月 夏休み - 9月 | - 10月 - 11月 北小祭り - 12月 音楽会 | - 1月 3学期始業式 - 2月 - 3月 終業式・卒業式 |

## 通学区域
- 戸田市
  - 大字新曽(市道第7047号線(戸田市スポーツセンター南側道路)南側で市道第7026号線(新曽つつじ通り)東側の区域及び市道第7046号線(北大通り)南側で市道第7026号線(新曽つつじ通り)西側の区域)[5]

## 学区内の主な施設
- 戸田市スポーツセンター
- 戸田市立図書館
- 戸田市立郷土博物館
- 戸田市立新曽中学校
- 埼玉県立戸田翔陽高等学校
- 戸田駅
- 北戸田駅

## 進学先中学校
- 戸田市立新曽中学校[6]

## 交通
- JR東北本線（埼京線）戸田駅から徒歩5分